# Aglaophenia dubia
Aglaophenia dubia är en nässeldjursart som beskrevs av Nutting 1900. Aglaophenia dubia ingår i släktet Aglaophenia och familjen Aglaopheniidae. Inga underarter finns listade i Catalogue of Life.